# Epidendrum pachyphylloides
Epidendrum pachyphylloides är en orkidéart som beskrevs av Eric Hágsater och E.Santiago. Epidendrum pachyphylloides ingår i släktet Epidendrum och familjen orkidéer.
Artens utbredningsområde är Colombia. Inga underarter finns listade i Catalogue of Life.